# 塞缪尔·帕滕
塞缪尔·帕滕（英語：Samuel Patten，1963年5月23日—），澳大利亚男子赛艇运动员。他曾代表澳大利亚参加1984年、1988年和1992年夏季奥林匹克运动会赛艇比赛，其中1984年奥运会获得一枚铜牌。